# Fest-noz
Fest-noz (palabra bretona que significa « fiesta de noche », en oposición a la fest-deiz, « fiesta de día » ) es una fiesta tradicional de la zona occidental de la región francesa de Bretaña, esencialmente compuesta de bailes y cantos. Ha significado una importante manifestación de apoyo a la cultura tradicional de la región histórica de Bretaña y está reconocida desde el año 2012 como Patrimonio cultural inmaterial de la Humanidad por la Unesco.
El origen de los bailes proviene de la sociedad rural bretona. Las tareas agrícolas (trillar, recolección de patatas o manzanas para sidra...) eran duras y el baile constituía un desahogo durante y tras el agotador trabajo colectivo en los campos, convertido en la expresión de toda la comunidad. Tanto mujeres como hombres participaban en estos oficios rurales y, para sobreponerse al agotador esfuerzo cantaban y bailaban juntos hasta altas horas de la noche, transmitiendo a su vez al grupo un cierto estado de conciencia colectiva. Por otro lado, los golpes que se daban al suelo con los zuecos de madera tenían también propósitos prácticos: remover la tierra a fin de volverla arcillosa para construir una casa, empacar el suelo o bien para trillar los cereales o trigo.
Desaparecidas durante los años 30 del siglo XX, durante la década de 1950 en el centro de la Baja Bretaña, el cantante tradicional bretón Loeiz Roparz creó la fest-noz a fin de recrear las reuniones festivas de la sociedad campesina que jalonaban los días de trabajo colectivo.
Durante la década de 1970, gracias al movimiento folk y en particular a Alan Stivell en 1972, el fest-noz se expandió fuera del centro de Bretaña, muchos jóvenes descubrieron la música y el baile bretón y lo convirtieron en un evento urbano.